# Falsacanthocinus
Falsacanthocinus es un género de escarabajos longicornios de la tribu Acanthocinini que contiene una sola especie, Falsacanthocinus brevis. La especie fue descrita por Fauvel en 1906.
Se distribuye por Nueva Caledonia. Mide aproximadamente 20-22 milímetros de longitud.